# (73012) 2002 EL44
(73012) 2002 EL44 – planetoida z pasa głównego asteroid okrążająca Słońce w ciągu 3,86 lat w średniej odległości 2,46 j.a. Odkryta 13 marca 2002 roku.